# Mbrije
Le Mbrije, aussi écrit Mbridge ou M’Bridge, est un fleuve du nord de l'Angola. 

## Géographie
Il prend sa source près de la ville de Cuimba (province du Zaïre) et forme une partie de la frontière avec la province de Uíge.
Il rejoint l'océan Atlantique près de la ville de N'Zeto. Le plus grand pont d'Angola a été construit en 2014 au-dessus du Mbrije, près de son embouchure.

### Affluents
Les principaux affluents du Mbrije sont le Lufunde, le Lucunga, le Luquiea et le Lufua.